# Cuthbert Harold Boyd Rodham
Cuthbert Harold Boyd Rodham, britanski general, * 25. maj 1900, † 16. junij 1973, Rawalpindi, Pakistan.